# Amerikaanse voorverkiezingen 2008
De Amerikaanse voorverkiezingen van 2008 was een reeks verkiezingen en caucuses waarbij de twee grootste politieke partijen van de Verenigde Staten, de Republikeinen en de Democraten, hun ticket (presidents- en vicepresidentskandidaten) voor de presidentsverkiezingen van november 2008 bepaalden.

## Kandidaten

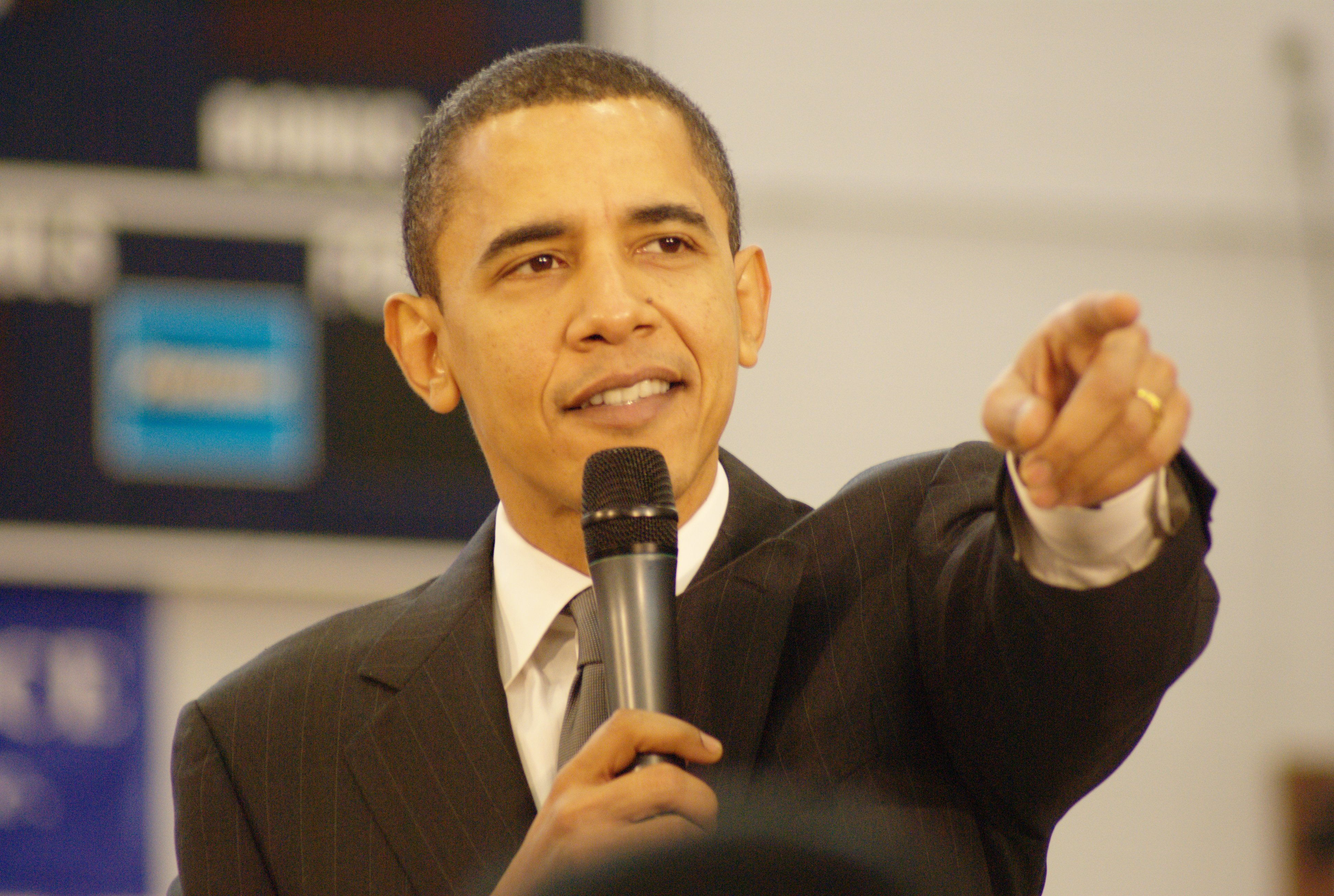
Democratisch presidentskandidaat Barack Obama

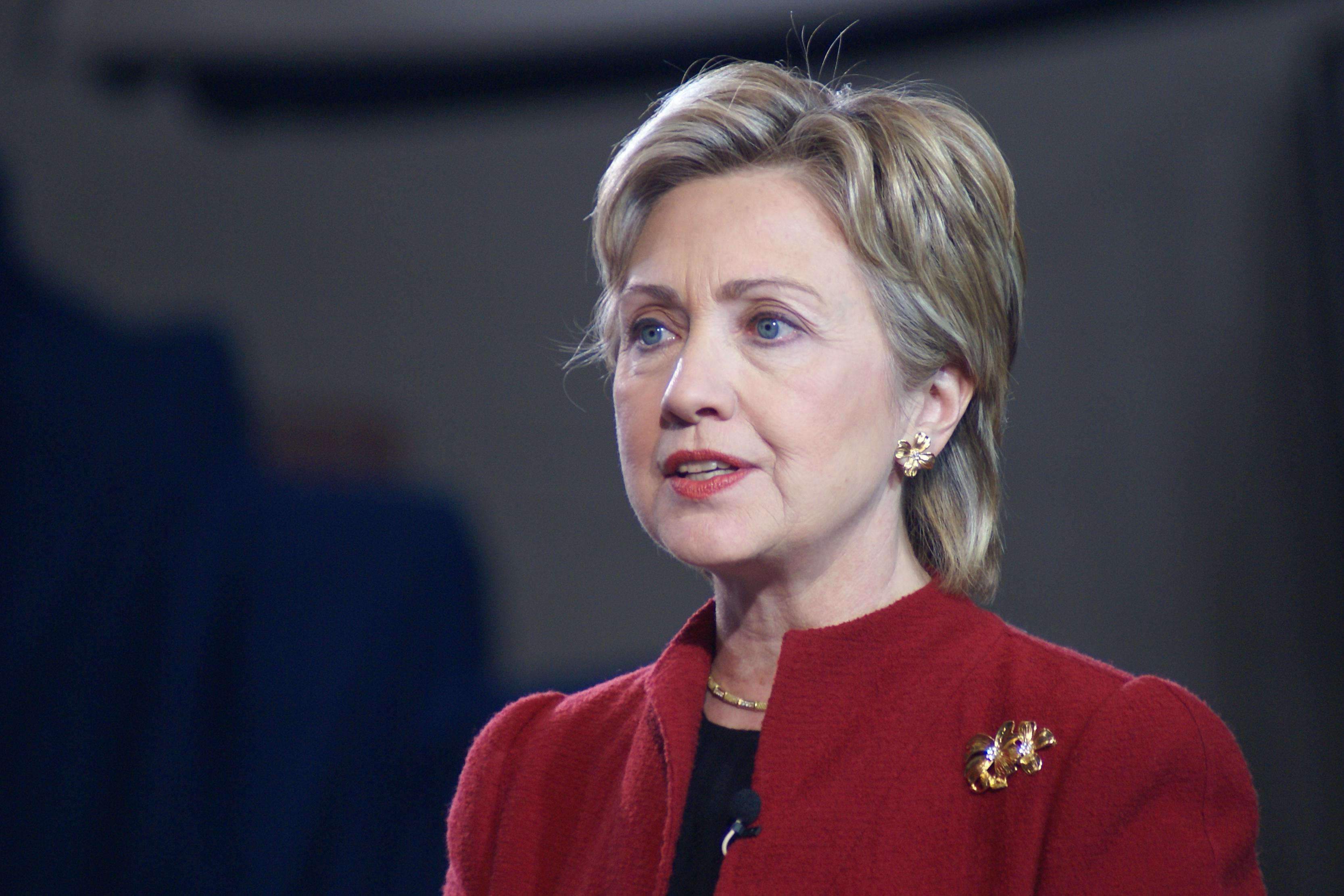
Democratisch presidentskandidaat Hillary Clinton

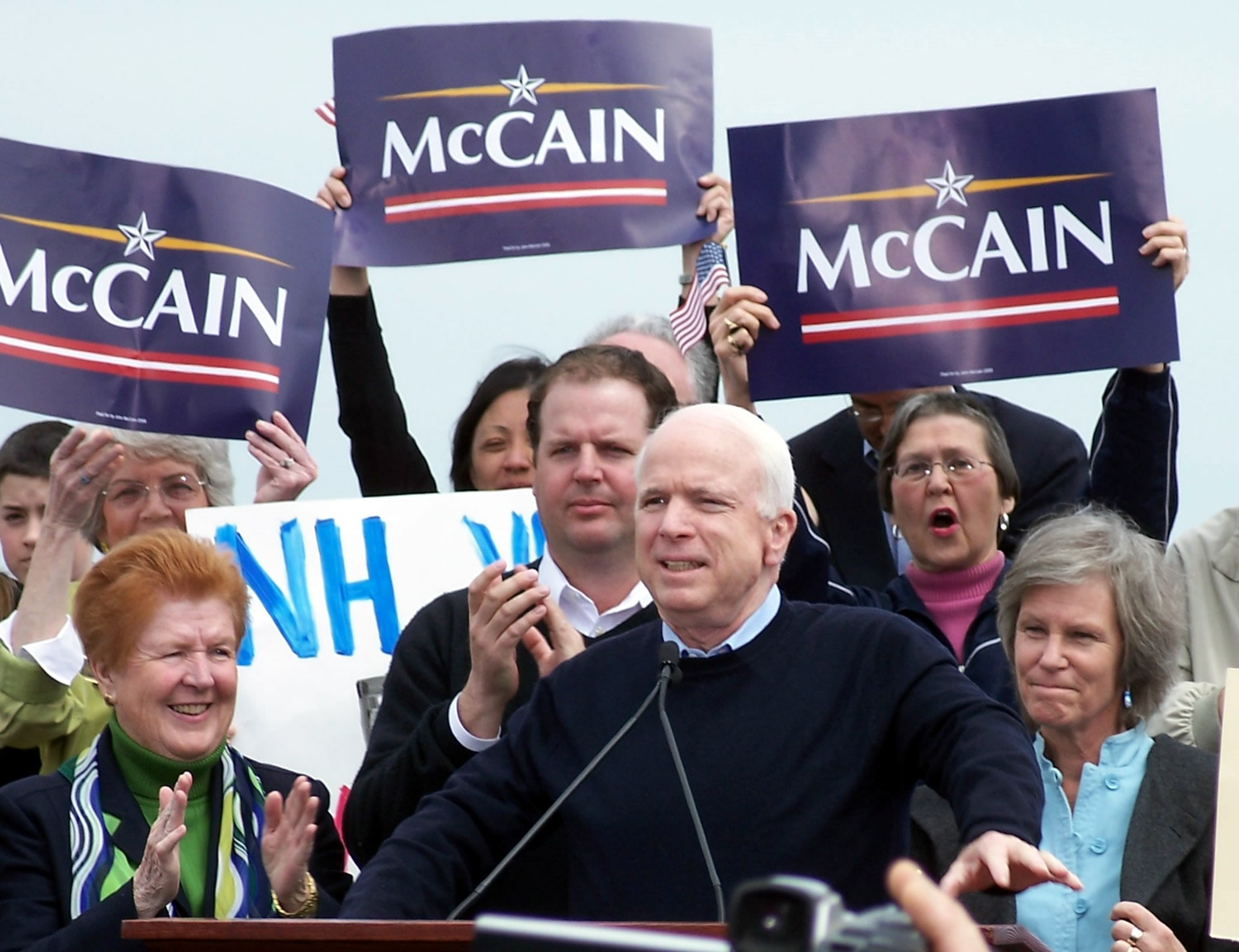
Republikeins presidentskandidaat John McCain

Sinds de parlementsverkiezingen op 7 november 2006 volgden de kandidaatstellingen elkaar - vooral in de eerste maanden van 2007 - snel op, tot in september 2007 de laatste kandidaten zich meldden.
De presidentskandidaaten dienden zich officieel te registreren bij de Federale Verkiezingscommissie (Federal Election Committee: FEC). Sommige verkiezingskandidaten zijn intussen gestopt, wegens gebrek aan succes.
Zie ook Uitslagen van de Democratische presidentiële voorverkiezingen 2008 en Uitslagen van de Republikeinse presidentiële voorverkiezingen 2008.

### Democraten

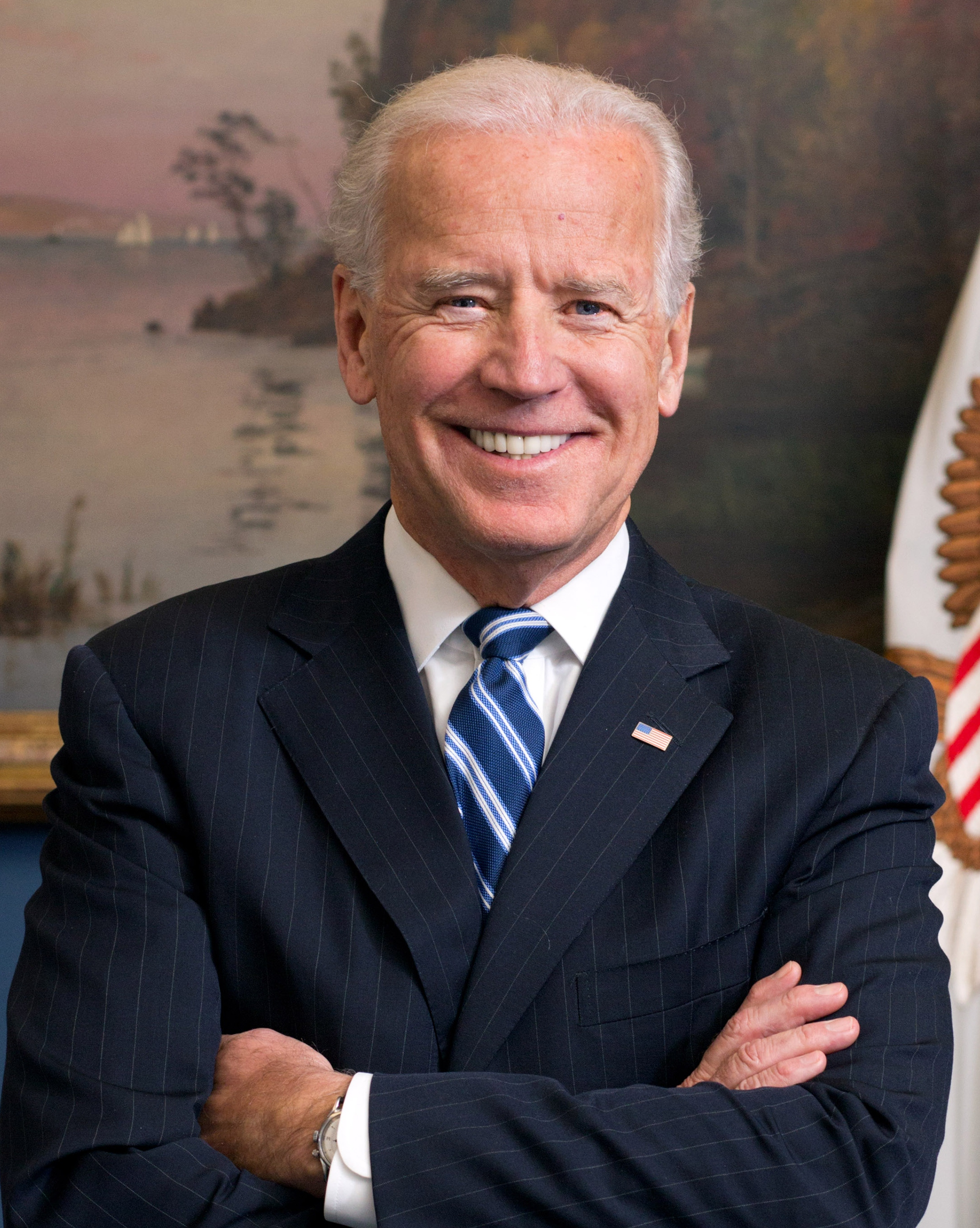
Senator voor de staat Delaware Joe Biden
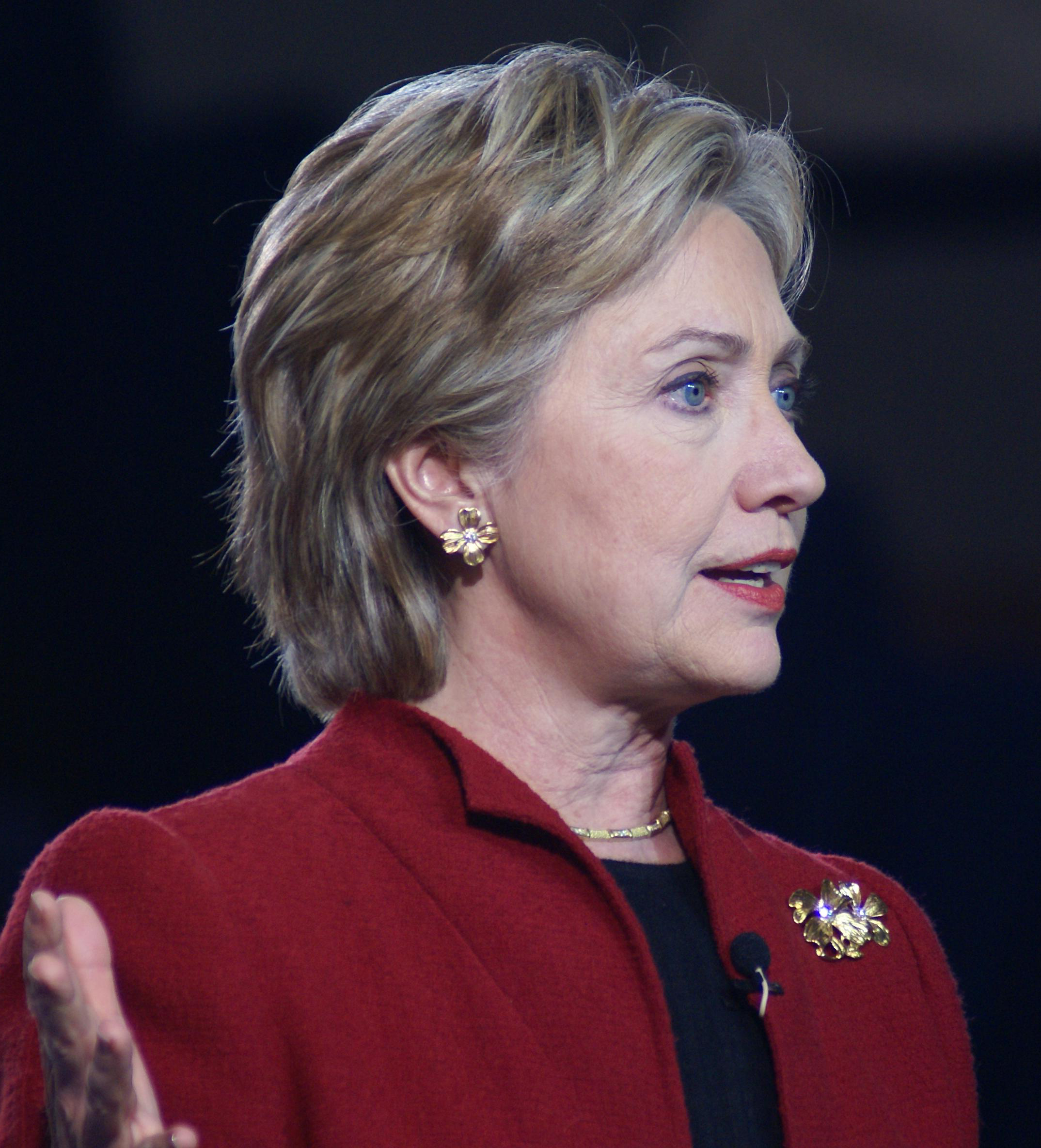
Amerikaanse Senator van New York Hillary Clinton
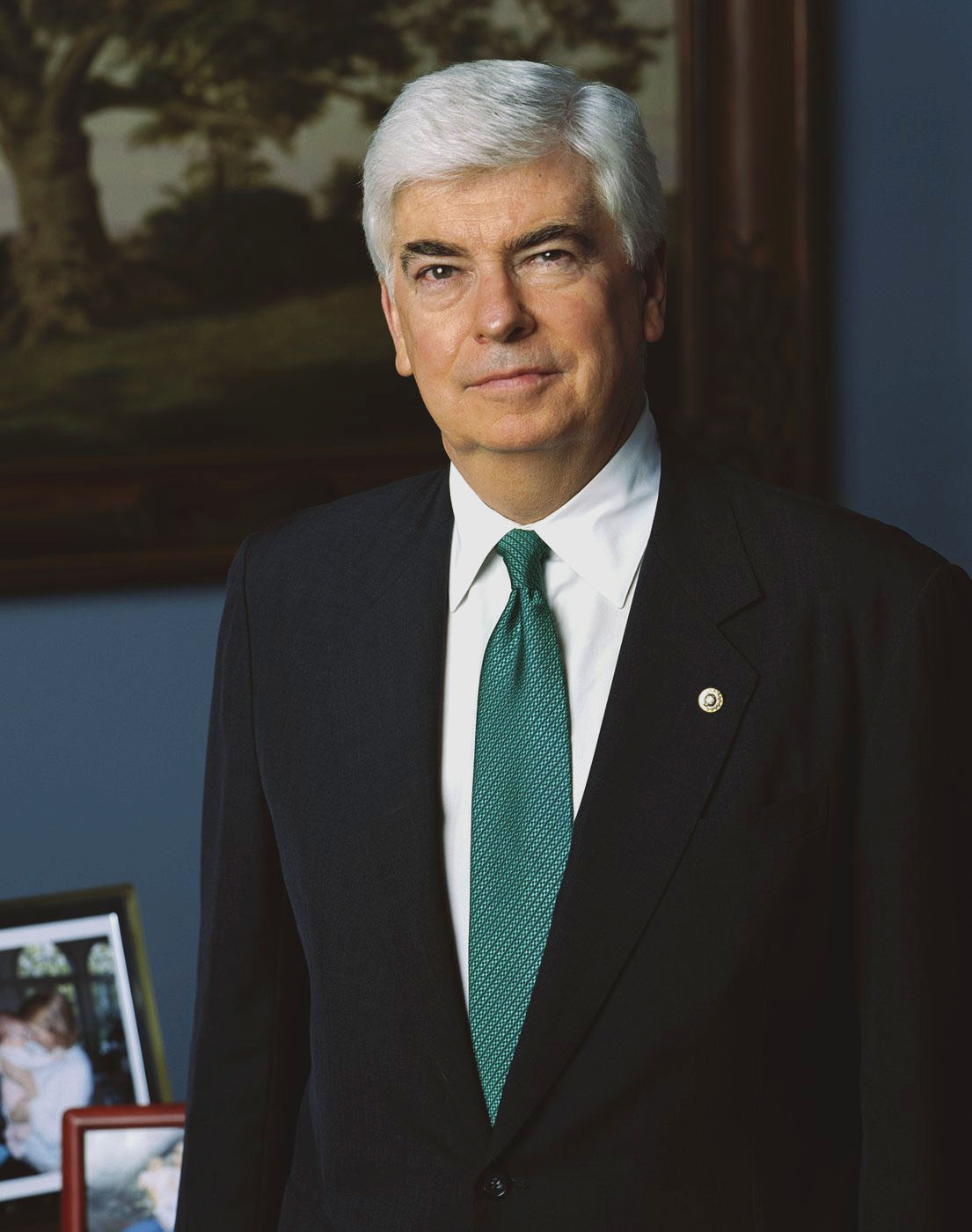
Senator voor de staat Connecticut Christopher Dodd
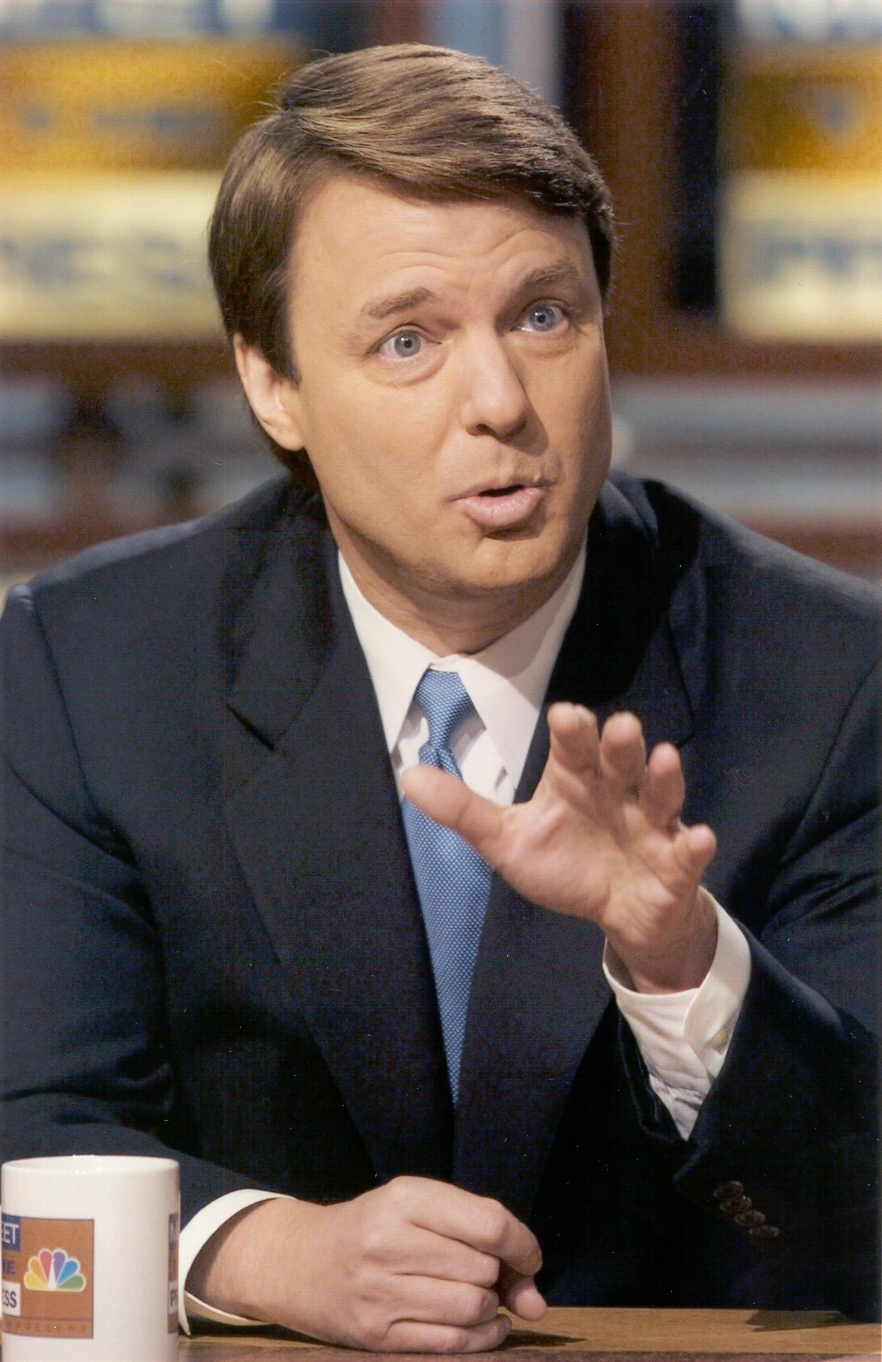
Voormalige Amerikaanse Senator van North Carolina John Edwards
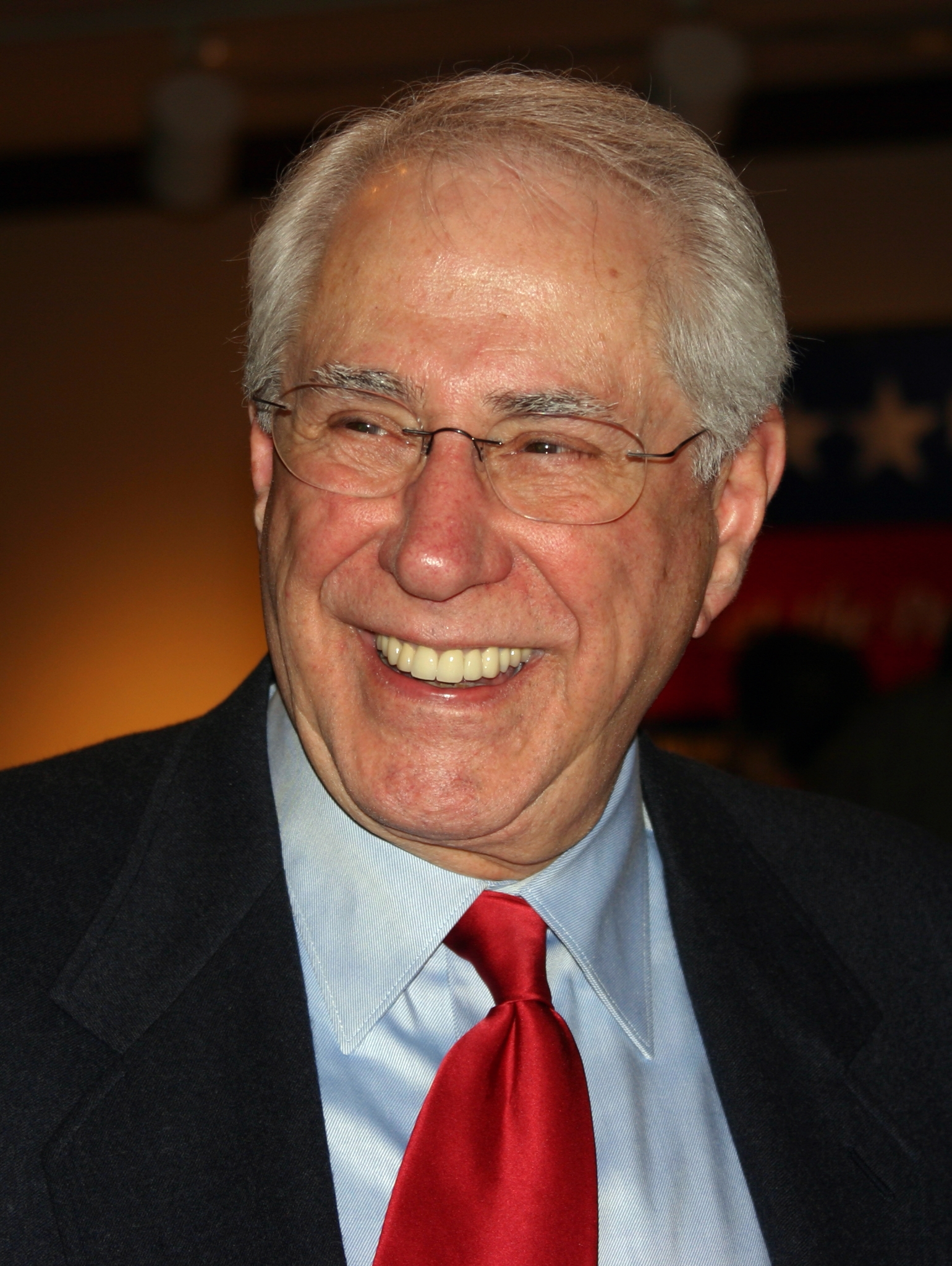
Voormalige Amerikaanse Senator van Alaska Mike Gravel
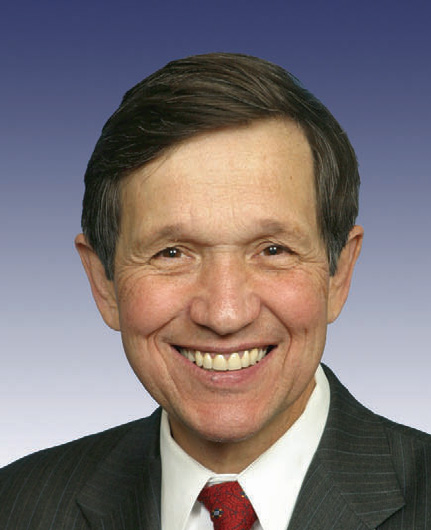
Afgevaardigde van Ohio voor het Huis van Afgevaardigden Dennis Kucinich
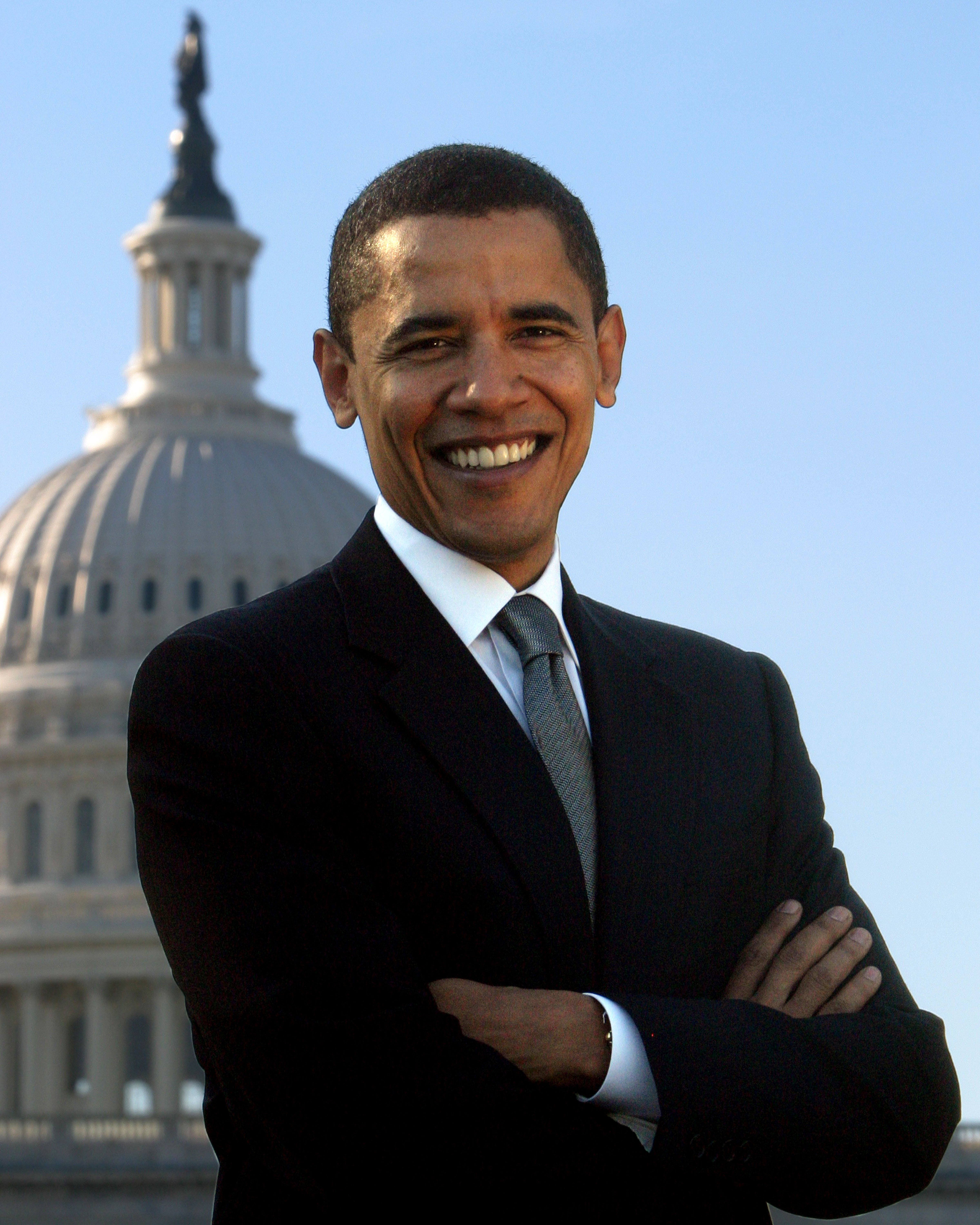
Senator voor de staat Illinois Barack Obama
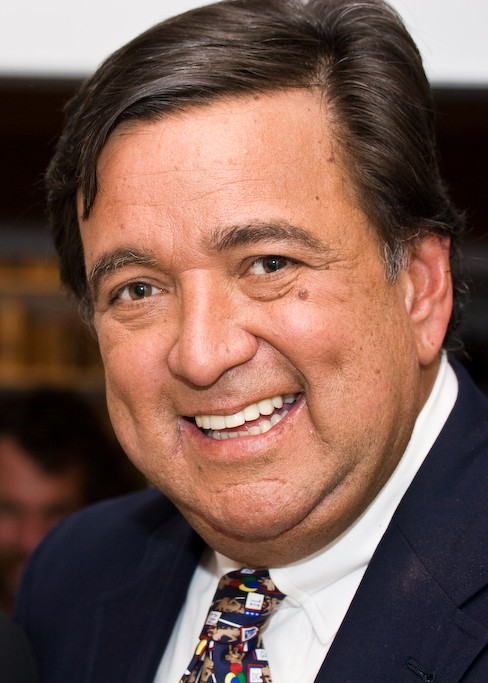
gouverneur van de staat New Mexico Bill Richardson
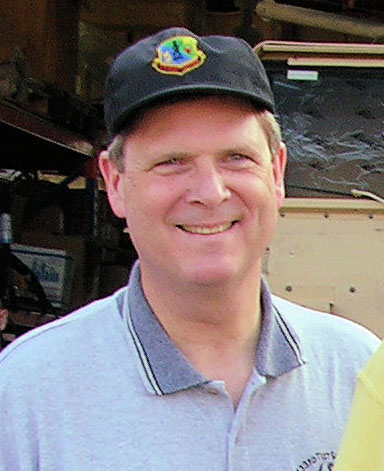
Voormalige gouverneur van de staat Iowa Tom Vilsack

Sinds 27 juni 2008 heeft Barack Obama genoeg gedelegeerden achter zich om te worden gekozen de Democratische presidentskandidaat bij de Democratische Partijconventie.

### Republikeinen

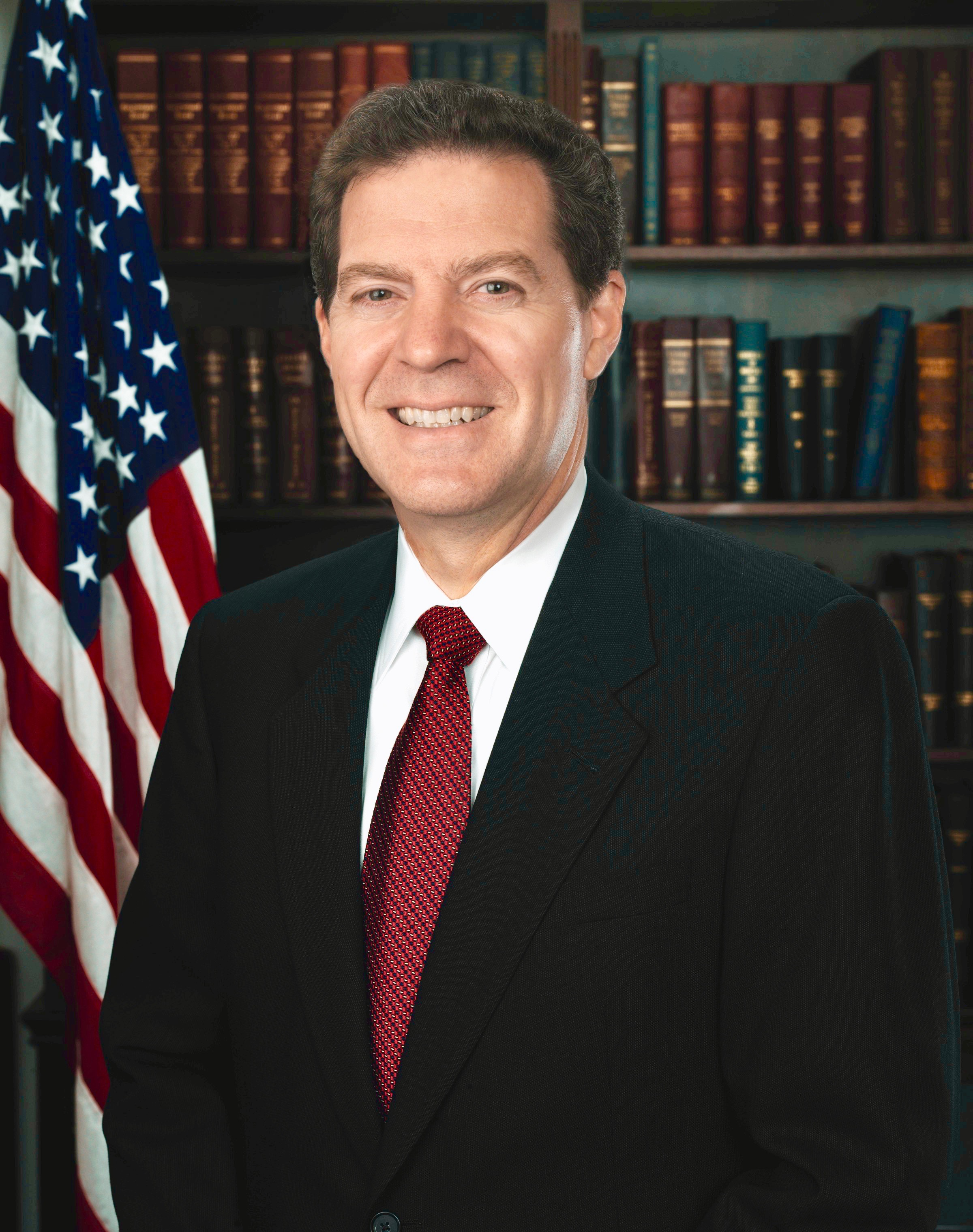
Senator voor de staat Kansas Sam Brownback
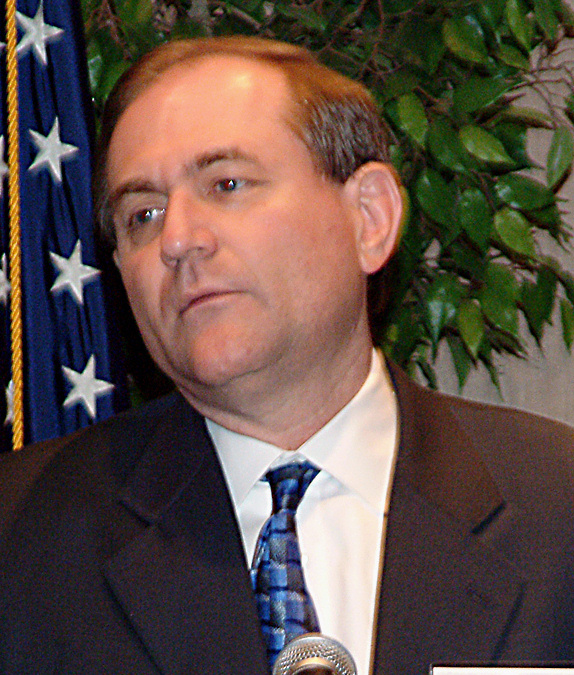
Voormalige gouverneur van de staat Virginia Jim Gilmore
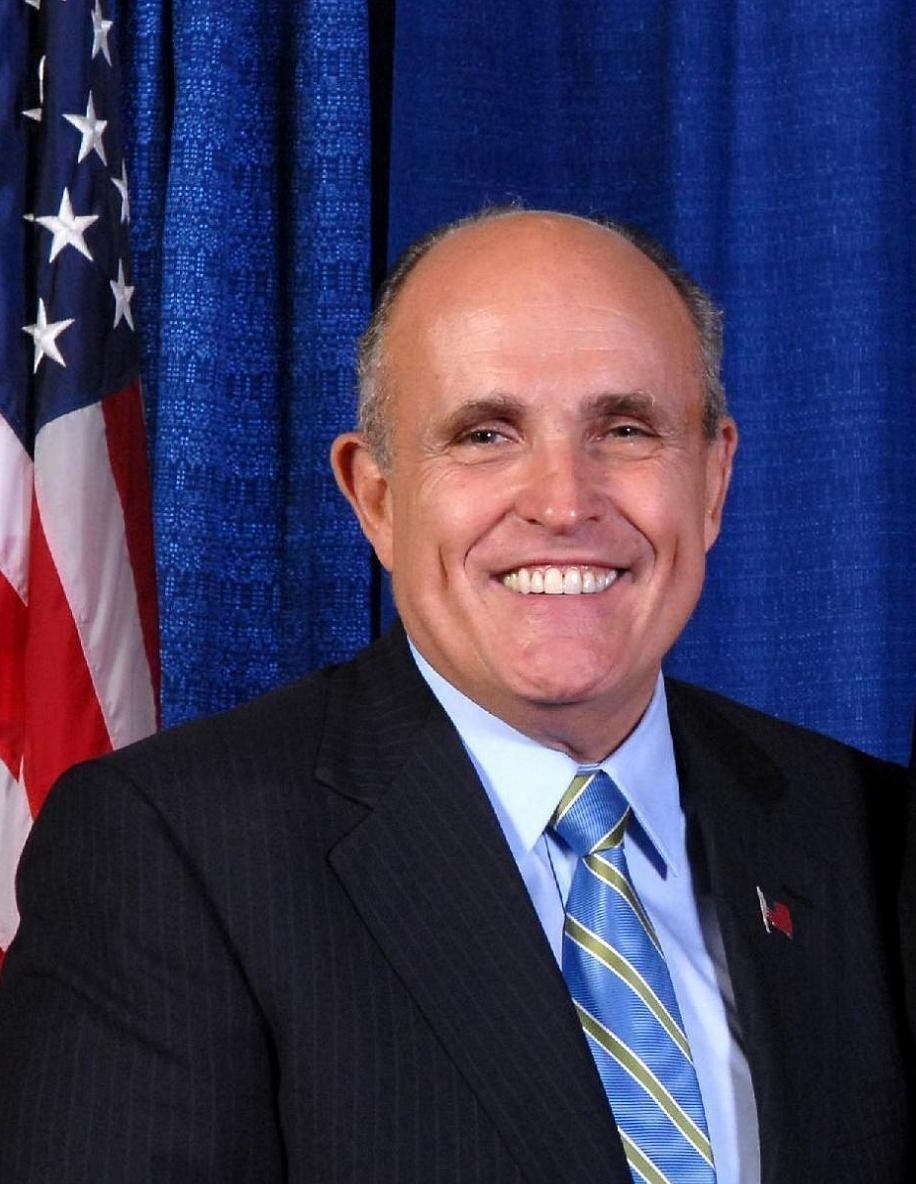
Voormalige burgemeester van New York Rudy Giuliani
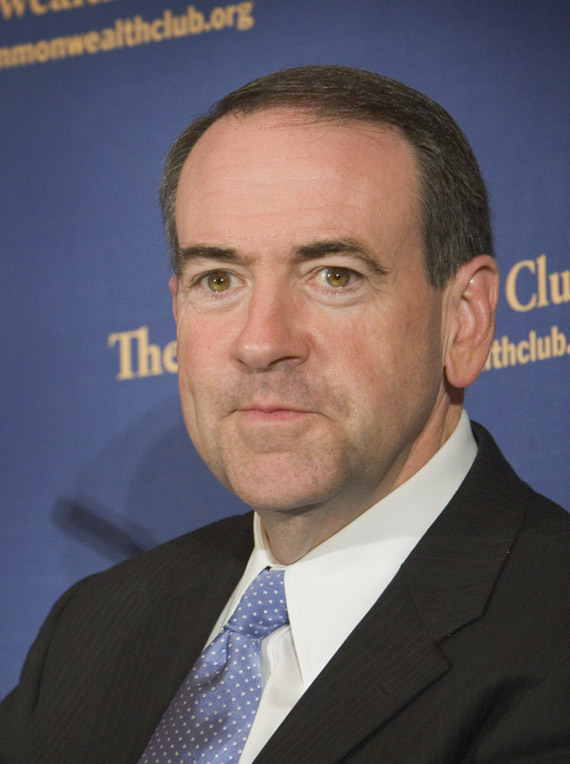
Voormalige gouverneur van de staat Arkansas Mike Huckabee
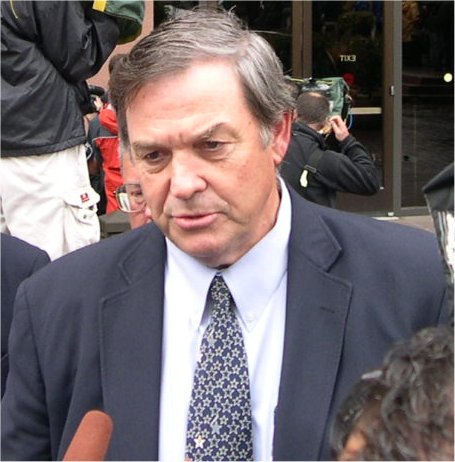
Afgevaardigde van Californië voor het Huis van Afgevaardigden Duncan Hunter
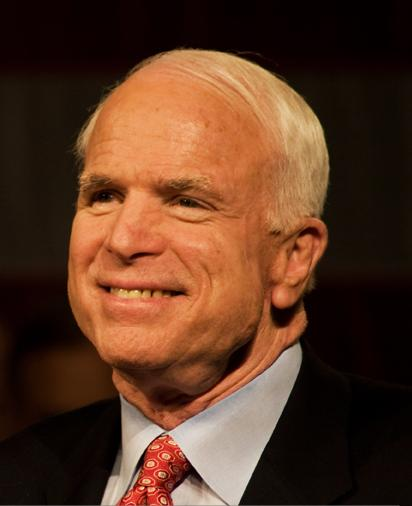
Senator voor de staat Arizona John McCain
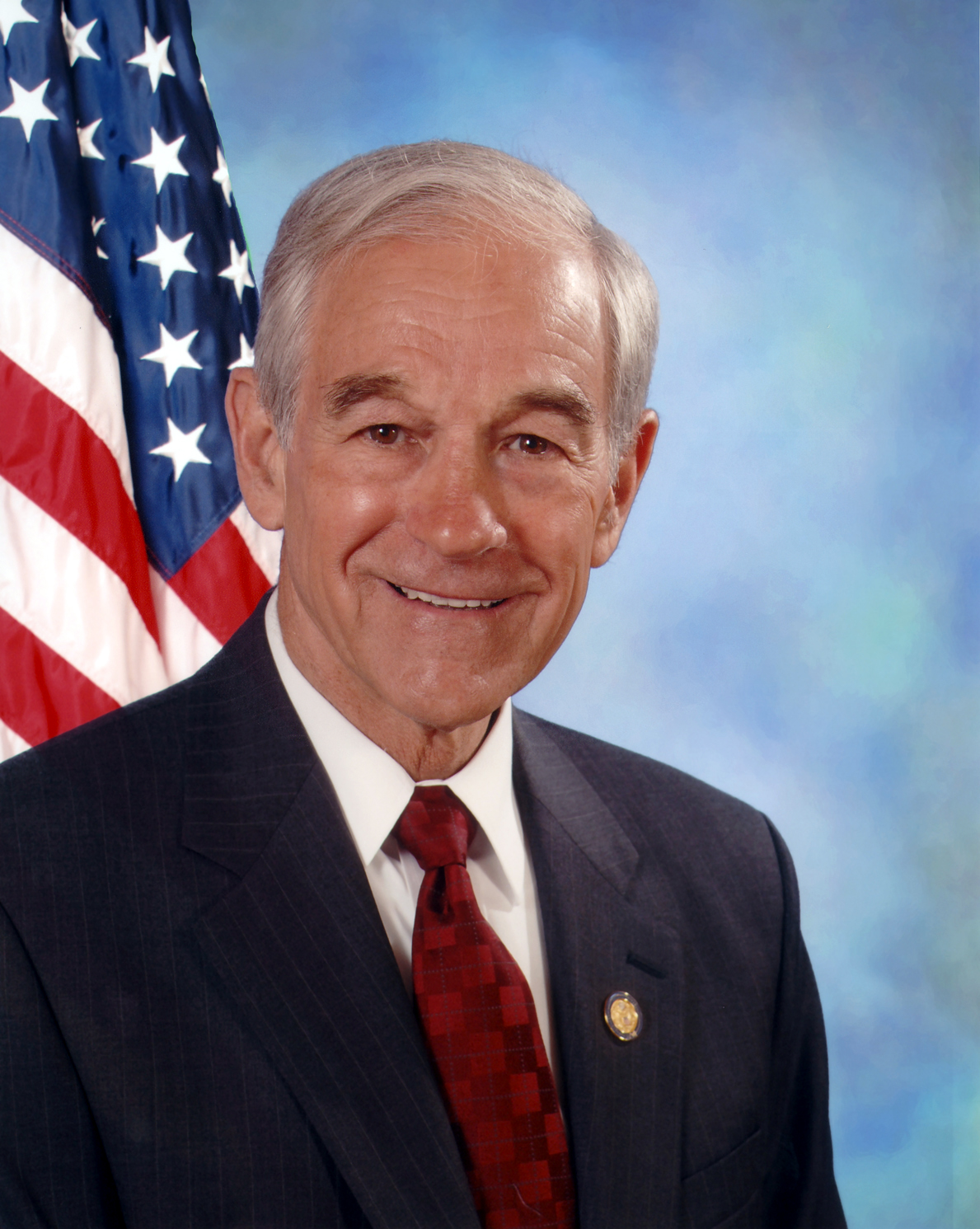
Afgevaardigde van Texas voor het Huis van Afgevaardigden Ron Paul
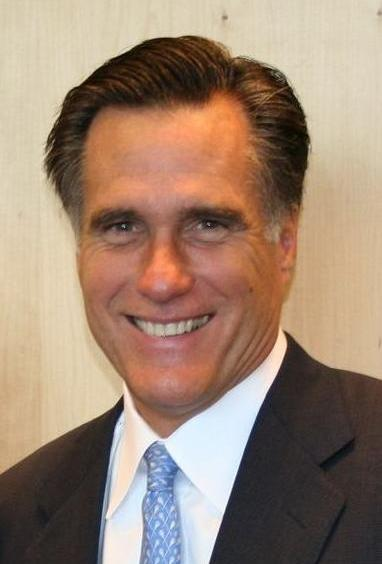
Voormalige gouverneur van de staat Massachusetts Mitt Romney
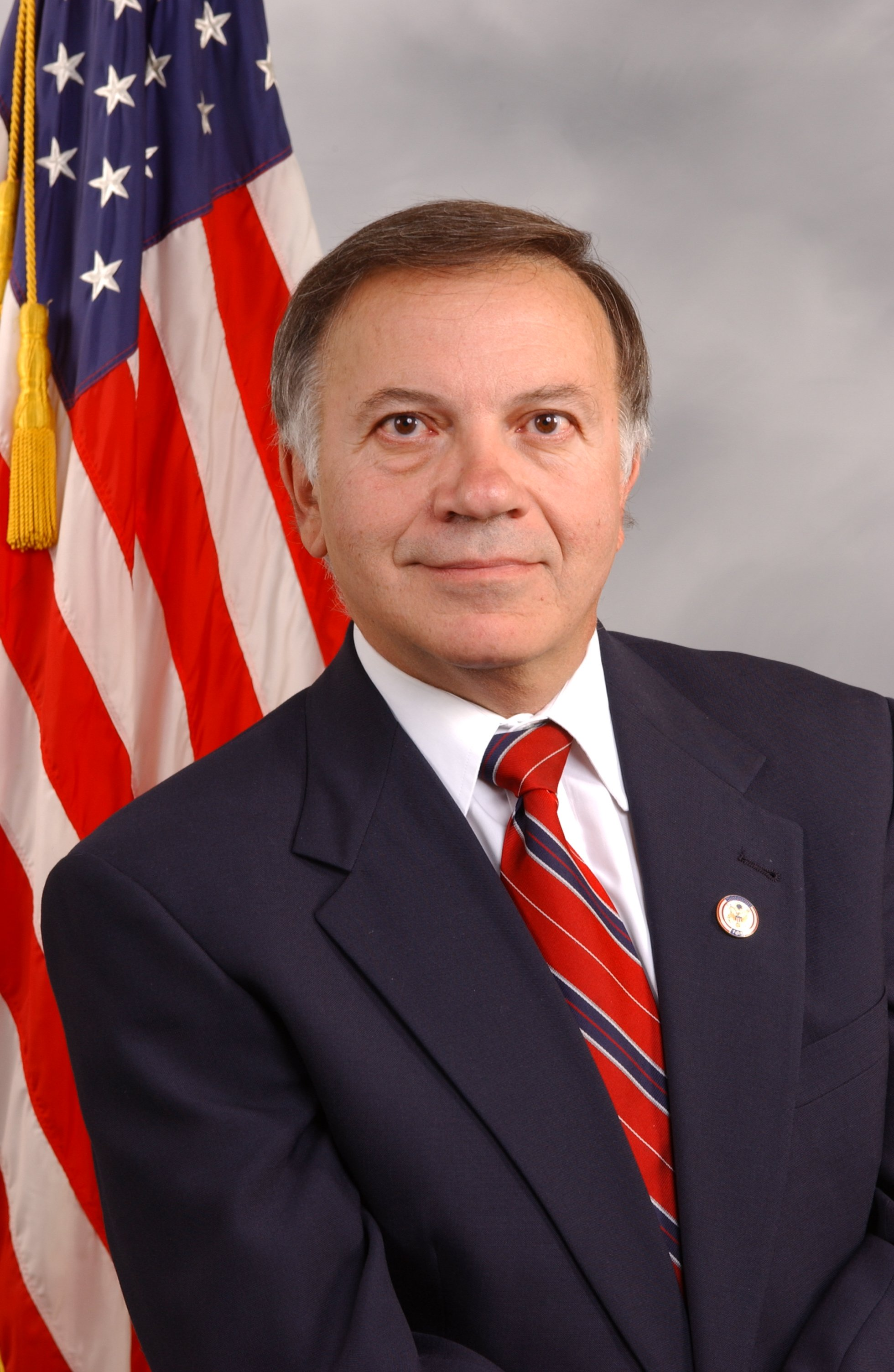
Afgevaardigde van Colorado voor het Huis van Afgevaardigden Tom Tancredo
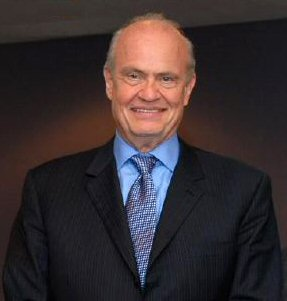
Voormalige Senator Fred Thompson
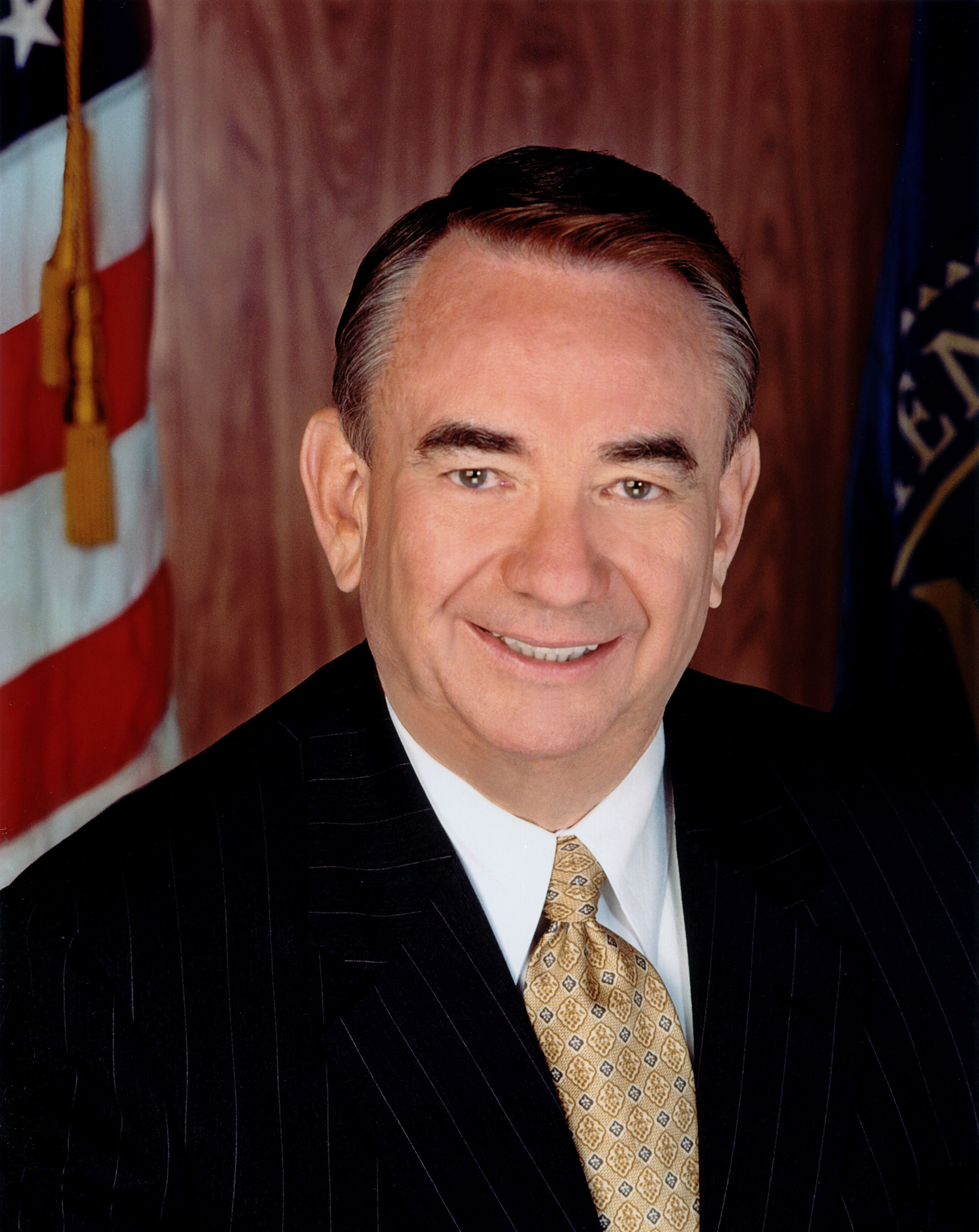
Voormalige gouverneur van de staat Wisconsin en oud-minister van Health and Human Services Tommy Thompson

### Niet-kandidaten
Normaliter is de zittend vicepresident bijna automatisch kandidaat wanneer de president zich niet herkiesbaar kan stellen omdat hij al twee termijnen heeft geregeerd, maar Dick Cheney sprak zeer stellig uit dat hij geen kandidaat zou zijn.
De verkiezingen van 2008 zijn daarom de eerste keer sinds de verkiezingen van 1928 dat zowel de zittende president en vicepresident niet deelnemen aan de verkiezingen.
Ook Jeb Bush, de broer van en gouverneur van Florida, deed niet mee, evenmin als minister van buitenlandse zaken Condoleezza Rice.
Aan Democratische kant deden oud-vicepresident Al Gore en vorig kandidaat John Kerry niet mee.

### Onafhankelijke kandidaten
Een kandidaat kan ook met behulp van een andere partij of onafhankelijk (independent) meedoen aan de presidentsverkiezing. Ross Perot wist als outsider in 1992 18,9% van de kiezers achter zich te scharen, maar won uiteindelijk geen enkele staat. De grootste hindernis voor kandidaten die via deze weg meedoen, is om ballot access te krijgen in elk van de 50 Staten van de Verenigde Staten en Washington D.C..
Ralph Nader was, als kandidaat voor de Green Party in 2000, bijvoorbeeld maar op 44 ballots verkiesbaar. Desondanks wordt Nader door Democraten beschuldigd van het stelen van beslissende stemmen tijdens de Amerikaanse presidentsverkiezingen 2000 waardoor George W. Bush de verkiezingen kon winnen van Democratische kandidaat Al Gore.

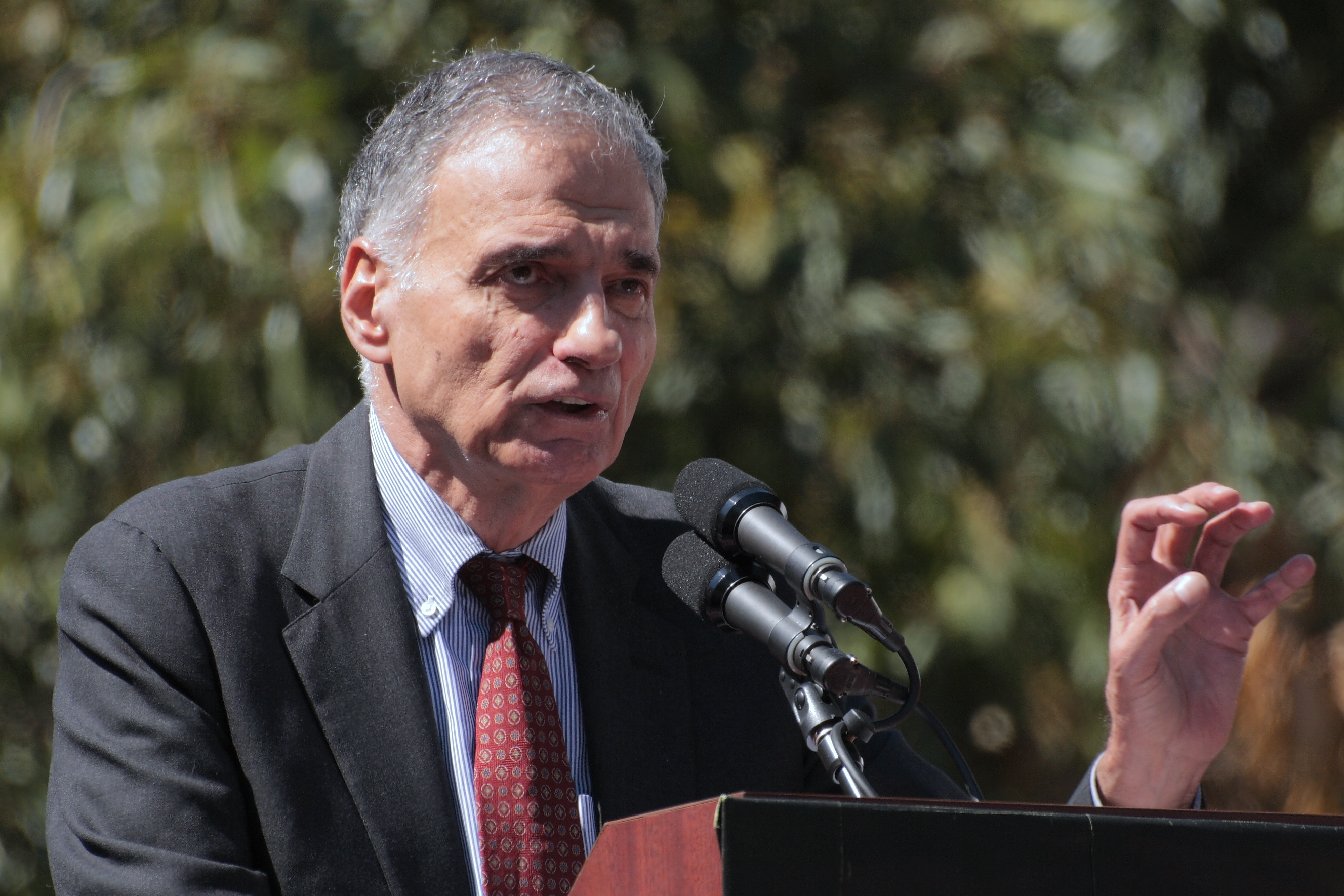
Onafhankelijk presidentskandidaat Ralph Nader

Op 24 februari 2008 maakte Nader bekend dat hij voor de derde maal ging deelnemen als onafhankelijk presidentskandidaat.
Michael Bloomberg, miljardair en burgemeester van New York, werd genoemd als mogelijke onafhankelijke kandidaat voor de verkiezingen van 2008. Bloomberg liet in januari 2008 een onderzoek naar zijn kansen uitvoeren in alle 50 staten.

## Verloop
Het jaar 2007 stond in het teken van kandidaatstellingen, het inzamelen van geld en het opstarten van de verkiezingscampagnes.

### Straw polls
Straw polls zijn informele stemmingen, om de mening van een groep mogelijke kiezers te peilen. In 2007, voordat de echte voorverkiezingen begonnen, waren er diverse van deze straw polls, waar niet altijd alle kandidaten aan deelnamen.
- 11 augustus 2007 - De Ames Straw Poll in Ames (Iowa) heeft een reputatie hoog te houden. In 1999 won George W. Bush deze peiling onder Republikeinen, waarna een van zijn tegenstanders, Lamar Alexander, de strijd opgaf. Ook Dan Quayle en Elizabeth Dole stapten uit de 2000-race na slechte resultaten in straw polls.

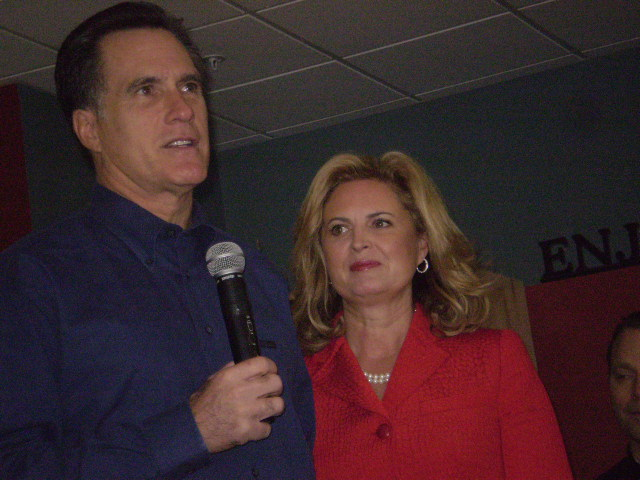
Mitt Romney

 Mitt Romney In 2007 werd de Ames Straw Poll gewonnen door Mitt Romney, met als tweede Mike Huckabee.
 Tommy Thompson besloot de dag erna, vanwege zijn slechte resultaat in de poll, uit de race te stappen.

## Voorverkiezingen
In de eerste maanden van een verkiezingsjaar houden de Democratische Partij en de Republikeinse Partij voorverkiezingen in alle Amerikaanse staten. Uit deze verkiezingen worden afgevaardigden verkozen, die dan op de nationale partijconventies voor een presidentiële kandidaat stemmen.
Gedurende het jaar 2007 vond een wedstrijd plaats tussen de diverse staten, welke zijn voorverkiezingen het vroegst kon houden. Hoe eerder, hoe meer invloed zou een staat hebben. Deze grootschalige shuffle leidde ertoe dat Super Tuesday een volle maand eerder dan gebruikelijk viel, en met veel meer staten dan ooit tevoren (24), zodat het die dag bijna een "nationale voorverkiezing" was. Velen gingen ervan uit dat na deze 5e februari in beide partijen de nominatie bekend zou zijn.
Sommige staten werden door hun partij bestraft voor het te vroeg houden van hun primaries: de afgevaardigden van Michigan en Florida zullen niet tot de Democratische conventie worden toegelaten, de Republikeinse Partij heeft het aantal afgevaardigden van sommige staten gehalveerd.
|                  | Datum                         | Winnaar Democraten | Winnaar Republikeinen |
| ---------------- | ----------------------------- | ------------------ | --------------------- |
| Alabama          | 5 februari                    | Obama (56%)        | Huckabee (41%)        |
| Amerikaans-Samoa | 5 februari                    | Clinton (57%)      | McCain                |
| Alaska           | 5 februari                    | Obama (75%)        | Romney (44%)          |
| Arizona          | 5 februari                    | Clinton (51%)      | McCain (48%)          |
| Arkansas         | 5 februari                    | Clinton (70%)      | Huckabee (60%)        |
| Californië       | 5 februari                    | Clinton (52%)      | McCain (42%)          |
| Colorado         | 5 februari                    | Obama (67%)        | Romney (60%)          |
| Connecticut      | 5 februari                    | Obama (51%)        | McCain (52%)          |
| Delaware         | 5 februari                    | Obama (53%)        | McCain (45%)          |
| Florida          | 29 januari                    | Clinton (50%)      | McCain (36%)          |
| Georgia          | 5 februari                    | Obama (67%)        | Huckabee (34%)        |
| Idaho            | 5 februari (D) 27 mei (R)     | Obama (79%)        | McCain (70%)          |
| Illinois         | 5 februari (D) 27 mei (R)     | Obama (65%)        | McCain (47%)          |
| Iowa             | 3 januari                     | Obama (56%)        | Huckabee (41%)        |
| Kansas           | 5 februari (D) 9 februari (R) | Obama (74%)        | Huckabee (60%)        |
| Louisiana        | 9 februari                    | Obama (57%)        | Huckabee (43%)        |
| Massachusetts    | 5 februari                    | Clinton (56%)      | Romney (51%)          |
| Michigan         | 15 januari                    | Clinton (55%)      | Romney (39%)          |
| Minnesota        | 5 februari                    | Obama (67%)        | Romney (41%)          |
| Missouri         | 5 februari                    | Obama (49%)        | McCain (33%)          |
| Montana          | 5 februari (R) 3 juni (D)     | Obama (56%)        | Romney (38%)          |
| Nevada           | 19 januari                    | Obama (45%)        | Romney (51%)          |
| New Hampshire    | 8 januari                     | Clinton (39%)      | McCain (38%)          |
| New Jersey       | 5 februari                    | Clinton (54%)      | McCain (55%)          |
| New Mexico       | 5 februari                    | Clinton (49%)      | McCain (86%)          |
| New York         | 5 februari                    | Clinton (57%)      | McCain (51%)          |
| North Dakota     | 5 februari                    | Obama (61%)        | Romney (36%)          |
| Oklahoma         | 5 februari                    | Clinton (55%)      | McCain (37%)          |
| South Carolina   | 19 januari (R) 26 januari (D) | Obama (55%)        | McCain (33%)          |
| Tennessee        | 5 februari                    | Clinton (54%)      | Huckabee (34%)        |
| Utah             | 5 februari                    | Obama (57%)        | Romney (90%)          |
| West Virginia    | 5 februari (R) 13 mei(D)      | Clinton (67%)      | Huckabee (52%)        |
| Wyoming          | 5 januari (R) 8 maart (D)     | Obama (61%)        | Romney (67%)          |

#### - 2 februari: Maine (R) caucus
De Republikein Mitt Romney won de caucus in de staat Maine. Hij kreeg 52 procent van de stemmen. Zijn partijgenoot en rivaal John McCain kreeg 21 procent van de stemmen. Ron Paul en Mike Huckabee eindigden als derde en vierde met respectievelijk 19 en 6 procent.

#### - 5 februari:Super Tuesday
Op Super Tuesday werden voorverkiezingen gehouden in 24 staten. Meer dan de helft van de Amerikaanse bevolking kon op deze dag een stem uitbrengen.
Bij de Democraten wonnen Hillary Clinton en Barack Obama er ieder ongeveer hetzelfde aantal afgevaardigden bij, zodat geen van beiden een duidelijke voorsprong kreeg. Clinton won de grootste staten, namelijk Californië en New York, terwijl Obama de meeste staten won.
Bij de Republikeinen vergrootte John McCain zijn voorsprong op Mitt Romney, die teleurstellend presteerde met zeven staten. Opvallend waren de overwinningen van Mike Huckabee in vijf zuidelijke staten. McCain won zowel de grootste als de meeste (9) staten. Romney stapte na Super Tuesday uit de race om de nominatie van de Republikeinse Partij.

#### - 9 februari: "Super Saturday"
In vier staten, te weten Louisiana, Kansas, Nebraska en Washington, werd gestemd op deze zaterdag, door sommigen Super Saturday genoemd.
Barack Obama won alle drie de staten waar Democratische verkiezingen werden gehouden.
Mike Huckabee won verrassend in Kansas en Louisiana, terwijl John McCains voorsprong op hem in de staat Washington miniem was. De uitslagen maakten duidelijk dat John McCain problemen had om stemmen te verwerven van het conservatieve deel van de Republikeinse partij.
- Nebraska (D)
Barack Obama won de Democratische caucuses in Nebraska met 68%, gevolgd door Hillary Clinton (32%).
De Republikeinse primary in Nebraska wordt op 13 mei gehouden.
- Washington
Barack Obama won de Democratische caucuses in de staat Washington met 68% van de stemmen, met Hillary Clinton als tweede (31%)
De Republikeinse caucuses werden gewonnen door John McCain (26%), op de voet gevolgd door Mike Huckabee (26%). Opvallend waren de hoge stempercentages van de daarna volgende Ron Paul (21%) en de al uit de race getreden Mitt Romney (13%).

#### - 10 februari: Maine (D) caucus
Barack Obama won de caucuses in Maine met 59% van de stemmen en won daarmee alle vier Democratische voorverkiezingen in het weekeind. Hillary Clinton kreeg 40% van de stemmen en ontsloeg in reactie haar campagnemanager Patti Solis Doyle.

#### - 12 februari "Potomac primaries"
De Potomac is de grensrivier tussen Maryland en Virginia. Halverwege daaraan ligt het District of Columbia. Beide partijen hielden een primary in ieder van de drie gebieden.
Barack Obama won alle drie Democratische primaries, John McCain alle drie Republikeinse primaries.
De media besteedden er veel aandacht aan dat Obama Clinton voorbij streefde in het totaal aantal afgevaardigden.
- District of Columbia
Barack Obama won de Democratische primary met 76% van de stemmen, Hillary Clinton kreeg 24%.
John McCain won de Republikeinse primary met 67% van de stemmen. Mike Huckabee werd tweede met 17%, gevolgd door Ron Paul met 8%.
- Maryland
Barack Obama won de Democratische primary met 62% van de stemmen, Hillary Clinton kreeg 35%.
John McCain won de Republikeinse primary met 55% van de stemmen. Mike Huckabee werd tweede met 30%, gevolgd door Ron Paul met 6%.
- Virginia
Barack Obama won de Democratische primary met 64% van de stemmen, Hillary Clinton kreeg 36%.
John McCain won de Republikeinse primary met 50% van de stemmen. Mike Huckabee werd tweede met 41%, gevolgd door Ron Paul met 5%.

#### - 19 februari: Wisconsin, Hawaï (D), Washington (R)
Barack Obama won beide staten bij de Democraten. John McCain bij de Republikeinen.
Obama won de primary in Wisconsin met 58%, tegen Clinton 41%.
Obama won de Hawaïaanse caucus met 74%, tegen Clinton 25%. Hoewel ze beiden niet persoonlijk campagne hadden gevoerd in deze staat, was de opkomst de hoogste op Hawaï ooit. Het feit dat Obama in Honolulu is geboren speelde wellicht mee.
McCain won vrij gemakkelijk alle 37 afgevaardigden van Wisconsin en de resterende 19 van Washington.
Mike Huckabee kon na deze primaries ook theoretisch de benodigde 1191 afgevaardigden niet meer behalen, daarom claimde McCain de nominatie voor de Republikeinen. Met de toegezegde steun van de 286 afgevaardigden van Mitt Romney, en de super-afgevaardigden, kwam McCain door deze overwinningen boven de 1200 afgevaardigden uit.

#### - 4 maart: Vermont, Rhode Island, Ohio, Texas
Hillary Clinton won bij de Democraten in Rhode Island, Ohio en Texas, Barack Obama alleen in Vermont. Obama won wel de caucus in Texas die dezelfde avond onmiddellijk na de primary werd gehouden. Het verschil in aantal afgevaardigden bleef klein. Beide kandidaten kunnen echter alleen nog theoretisch de absolute meerderheid van verkozen afgevaardigden op het partijcongres halen. Het is waarschijnlijk dat de superafgevaardigden (super delegates) de doorslag gaan geven.
John McCain won alle vier de staten bij de Republikeinen overtuigend. Hierdoor kwam hij over de benodigde 1191 afgevaardigden.
Mike Huckabee erkende de nederlaag en trok zich in de loop van de avond terug.

#### - 8 maart: Wyoming (D) caucuses
In deze dunbevolkte, Republikeins stemmende staat won Barack Obama de Democratische caucuses met 61%. Hillary Clinton kreeg 38%.

#### - 11 maart: Mississippi primaries
Ook hier won Barack Obama de Democratische voorverkiezing met circa twee derde van de stemmen.
John McCain won vanzelfsprekend alle afgevaardigden bij de Republikeinen.

#### - 22 april: Pennsylvania primaries
Hoewel Obama twee maal zoveel had uitgegeven aan reclamecampagnes wist Hillary Clinton deze grote staat te winnen met een verschil van 10% en kreeg daarmee 10 verkozen afgevaardigden meer dan Obama.

#### - 6 mei: Indiana en North Carolina primaries
In Indiana won Hillary Clinton nipt met 51 tegen 49 procent. In North Carolina won Barack Obama ruim met 56 tegen 42 procent. Hoewel het verschil in afgevaardigden weer iets groter werd, en haar campagnekas praktisch leeg is, wilde Clinton nog niet opgeven.
Bij de Republikeinen kreeg John McCain 73, respectievelijk 77 procent van de stemmen.

#### - 13 mei: West Virginia primaries
Bij de Democraten won Hillary Clinton ruim met 67 tegen 26 procent.
Bij de Republikeinen kreeg John McCain 76 procent van de stemmen.
Op 14 mei maakte John Edwards bekend Obama te steunen.

#### - 20 mei: Kentucky en Oregon primaries
Hillary Clinton won Kentucky met 65 procent en daarmee 23 afgevaardigden meer dan Obama.
Barack Obama won Oregon met 59 procent en daarmee 10 afgevaardigden meer dan Clinton.
Bij de Republikeinen kreeg John McCain 72, respectievelijk 85 procent van de stemmen.

#### - 31 mei - Stemmen van Democratische voorverkiezingen in Michigan en Florida tellen voor helft mee
De reglementencommissie van de Democratische Partij beslist dat de stemmen van de voorverkiezingen van Michigan (gehouden op 15 januari) en Florida (gehouden op 29 januari) maar voor de helft mee mogen tellen op de nationale partijconcentie in augustus. Reden is dat zij hun voorverkiezingen onreglementair hadden vervroegd. Hillary Clinton won als enige kandidaat deze voorverkiezingen en is het niet eens met de uitspraak van de commissie.

#### - 31 mei - Barack Obama weg bij zijn kerk na nieuwe omstreden uitspraak van predikant
Na in maart en april reeds te zijn geconfronteerd met omstreden uitspraken van zijn huispredikant Jeremiah Wright, doet een racistische uitlating in mei van een gastpredikant over rivale Hillary Clinton de druppel bij Barack Obama overlopen en deelt hij op een persconferentie mee dat hij zijn lidmaatschap van de Trinity United Church of Christ heeft opgezegd.

#### - 1 juni - Clinton wint Democratische voorverkiezing in Puerto Rico
Hillary Clinton wint de Democratische voorverkiezingen in Puerto Rico met een grote meerderheid van 68% en wint daarmee meer dan twee maal zoveel afgevaardigden dan Obama. De meeste inwoners van Puerto Rico zijn latino's, een bevolkingsgroep bij wie Clinton tijdens haar campagne veel stemmers heeft weten te trekken. Ze was vlak ervoor nog op het Caribische eiland actief geweest, dit in tegenstelling tot Barack Obama. Omdat Puerto Rico geen staat is, mogen de Puerto Ricanen niet meestemmen met de presidentsverkiezingen in november.

#### - 3 juni - Barack Obama lijkt zeker van Democratische presidentskandidatuur
Op de dag van de laatste voorverkiezingen, gehouden in South Dakota en Montana, lijkt Barack Obama met 2156 gedelegeerden achter zich voldoende afgevaardigden te hebben vergaard om in de Amerikaanse presidentsverkiezingen 2008 de kandidaat voor de Democraten te worden. Hillary Clinton geeft echter met 1922 gedelegeerden achter zich nog niet officieel op.

#### - 7 juni - Hillary Clinton trekt zich terug voor verkiezing van Democratische presidentskandidatuur
Hillary Clinton deelt aan haar aanhangers in de hoofdstad Washington D.C. mee dat zij de strijd om de Democratische presidentskandidatuur opschort. Ze roept hen op haar voormalige rivaal Barack Obama te steunen. Deze moet het gaan opnemen tegen John McCain, de kandidaat van de Republikeinen.

#### - 13 juni - Ron Paul stelt zich niet langer beschikbaar als Republikeinse kandidaat
Ron Paul trekt zich terug uit de Republikeinse presidentskanditatuur. Hij sprak geen voorkeur uit voor John McCain. Dat is opvallend omdat John McCain al 3 maanden genomineerd is als presidentskandidaat voor de Republikeinen. Ron Paul had al niet meer kunnen winnen, maar hij wilde zijn campagne niet staken en ging vooral op internet met zijn campagne door.

### Afgevaardigden
Er zijn twee soorten afgevaardigden naar de partijconventies, waar wordt bepaald wie de nominatie namens de partij krijgt:
- verkozen (pledged) afgevaardigden, die verplicht zijn voor hun kandidaat te stemmen;
- onverkozen (unpledged) afgevaardigden, in het geval van de democraten ook wel supergedelegeerden genoemd, die tot en met de conventie hun stem aan een andere kandidaat mogen geven. Deze super-afgevaardigden bestaan uit Congresleden, senatoren, gouverneurs en hoger partijkader.

In totaal zijn er bij de Democraten 4049 afgevaardigden (3253 pledged, 796 super), bij de Republikeinen 2380 (1917 pledged, 463 unpledged).

### Gekozen afgevaardigden
| Verkozen (pledged) afgevaardigden (stand na de Kentucky en Oregon primaries) | Verkozen (pledged) afgevaardigden (stand na de Kentucky en Oregon primaries) | Verkozen (pledged) afgevaardigden (stand na de Kentucky en Oregon primaries) | Verkozen (pledged) afgevaardigden (stand na de Kentucky en Oregon primaries) | Verkozen (pledged) afgevaardigden (stand na de Kentucky en Oregon primaries) | Verkozen (pledged) afgevaardigden (stand na de Kentucky en Oregon primaries) |
| Democraten (Pledged/Superdelegates)                                          | Democraten (Pledged/Superdelegates)                                          | Democraten (Pledged/Superdelegates)                                          | Republikeinen (Pledged/Unpledged RNC)                                        | Republikeinen (Pledged/Unpledged RNC)                                        | Republikeinen (Pledged/Unpledged RNC)                                        |
| ---------------------------------------------------------------------------- | ---------------------------------------------------------------------------- | ---------------------------------------------------------------------------- | ---------------------------------------------------------------------------- | ---------------------------------------------------------------------------- | ---------------------------------------------------------------------------- |
| Barack Obama                                                                 | 1828                                                                         | 357                                                                          | John McCain                                                                  | 1575                                                                         | 85                                                                           |
| Hillary Clinton *                                                            | 1726                                                                         | 289                                                                          | Mike Huckabee *                                                              | 278                                                                          | 3                                                                            |
| John Edwards *                                                               | 4                                                                            | 0                                                                            | Mitt Romney *                                                                | 271                                                                          | 0                                                                            |
| Mike Gravel *                                                                | 0                                                                            |                                                                              | Ron Paul *                                                                   | 35                                                                           | 0                                                                            |
|                                                                              |                                                                              |                                                                              | Fred Thompson *                                                              | 11                                                                           |                                                                              |
|                                                                              |                                                                              |                                                                              | Alan Keyes *                                                                 | 2                                                                            |                                                                              |
|                                                                              |                                                                              |                                                                              | Duncan Hunter *                                                              | 1                                                                            |                                                                              |

* = uitgestapt